# Монтеалегре, Фелиция
Фелиция Монтеалегре (англ. Felicia Montealegre; 6 февраля 1922, Сан-Хосе, Коста-Рика — 16 июня 1978, Ист-Хамптон, Нью-Йорк, США) — американская актриса коста-риканского происхождения, игравшая в театре и на телевидении. Жена композитора Леонарда Бернстайна.

## Биография
Фелиция Монтеалегре родилась в 1922 году в столице Коста-Рики Сан-Хосе, в семье американского горнопромышленника Роя Элвуда Кона (наполовину еврея) и костариканки Клеменции Монтеалегре Каразо. Она выросла в Чили и получила католическое воспитание. Позже Фелиция обосновалась в Нью-Йорке, там в 1946 году познакомилась с композитором Леонардом Бернстайном. Между ними начался роман, дело дошло до помолвки, которая, однако, была разорвана. Монтеалегре несколько лет встречалась с актёром Ричардом Хартом, а после его смерти в 1951 году вышла за Бернстайна и приняла иудаизм.
Монтеалегре играла в ряде телевизионных спектаклей (в частности, в постановках по произведениям Генрика Ибсена, Сомерсета Моэма), в театрах на Бродвее. В браке с Бернстайном она родила трёх детей; при этом всю жизнь ей приходилось мириться с гомосексуальными связями мужа. Фелиция участвовала в антивоенном движении 1960-х — 1970-х годов. Она умерла в 1978 году, в возрасте 56 лет.

## В культуре
Монтеалегре занимает важное место в эссе Тома Вулфа «Радикальный шик». Она стала одним из центральных персонажей в биографическом фильме о жизни Леонарда Берстайна режиссёра Брэдли Купера «Маэстро», где её сыграла Кэри Маллиган.